# نوارهای واتیکان
نوار واتیکان (به انگلیسی: The Vatican Tapes) یک فیلم فراطبیعی ترسناک محصول سال ۲۰۱۵ آمریکا به کارگردانی مارک نولدین از فیلمنامه‌ای نوشته کریس مورگان و کریستوفر برلی می‌باشد.

## داستان
داستان فیلم در کلیساهای کاتولیک کشور واتیکان رخ می‌دهد. طی مراسم جن‌گیری، احضار روح و شیاطین نیروهای شیطانی در شهر پراکنده می‌شوند و در باطن برخی از شهروندان می‌روند. دلیل این امر هم استفاده از افراد کم تجربه بوده‌است. حال باید یک کشیش به همراه دو جن گیر، برای مبارزه با نیروها حداکثر تلاششان را بکنند اما …

## تولید
فیلمبرداری در ماه ژوئیه ۲۰۱۳ در لس آنجلس آغاز شد.